# رييش غرين (باركشير)
رييش غرين (بالإنجليزية: Ryeish Green)‏ هي قرية تقع في المملكة المتحدة في جنوب شرق إنجلترا.